# Solanum laxum
Solanum laxum là loài thực vật có hoa trong họ Cà. Loài này được Spreng. miêu tả khoa học đầu tiên năm 1825.